# Форт острівця Керморван
Форт острівця Керморва́н (Le fort de l'Îlette de Kermorvan) — форт, розташований на півострові Керморван, що належить до муніципалітету Ле-Конке у департаменті Фіністер (Франція).
Форт із двома артилерійськими батареями обабіч був споруджений 1847 року для оборони півострова Керморван, де була ще одна батарея. Фортифікаційна споруда складається з двох різновисоких платформ. 1889 року форт став називатися південною батареєю Корморван. Споруда перебуває у цілком задовільному стані. Доступна під час відпливу з боку півострова.

## Галерея

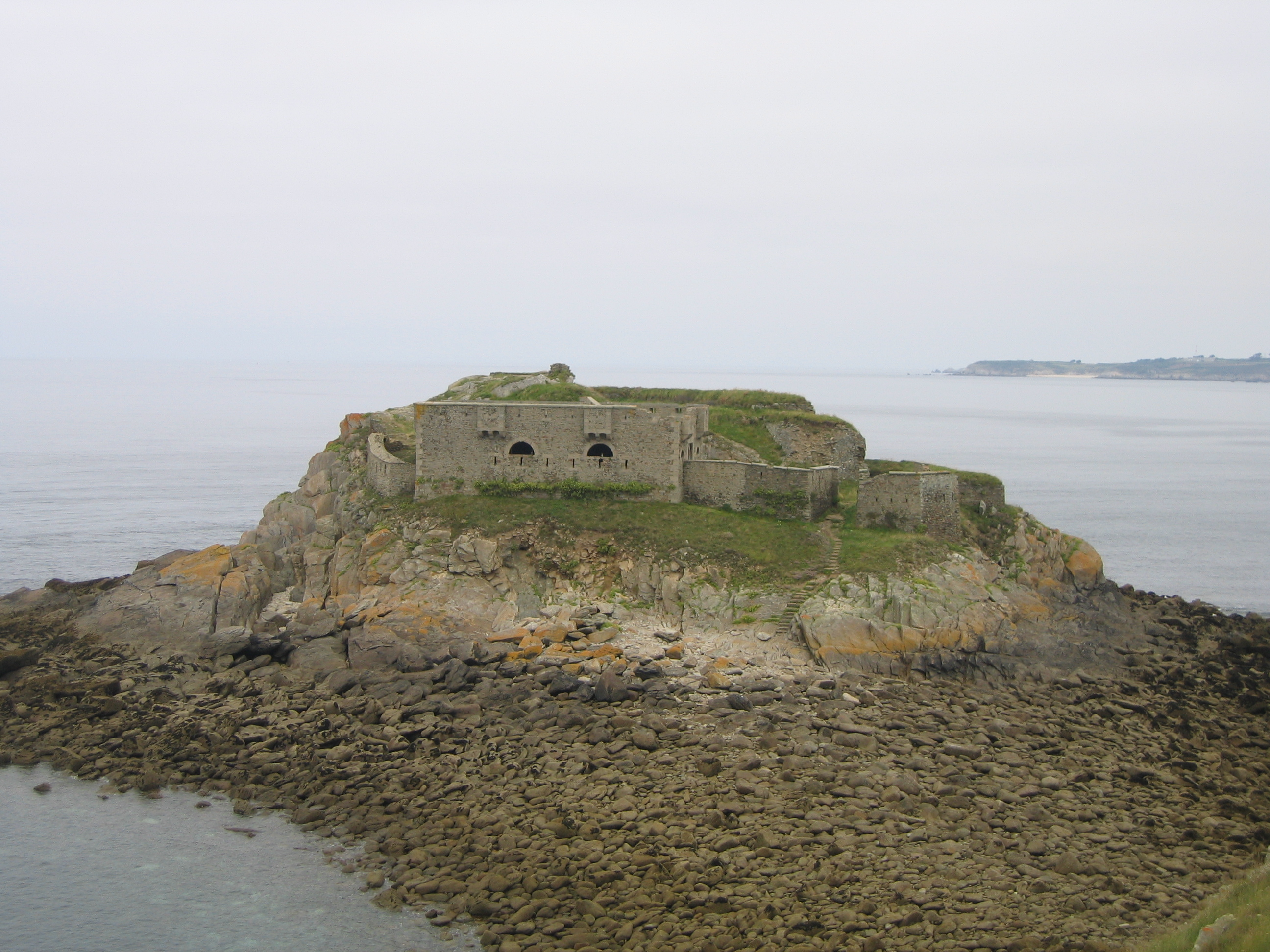
Загальний вигляд
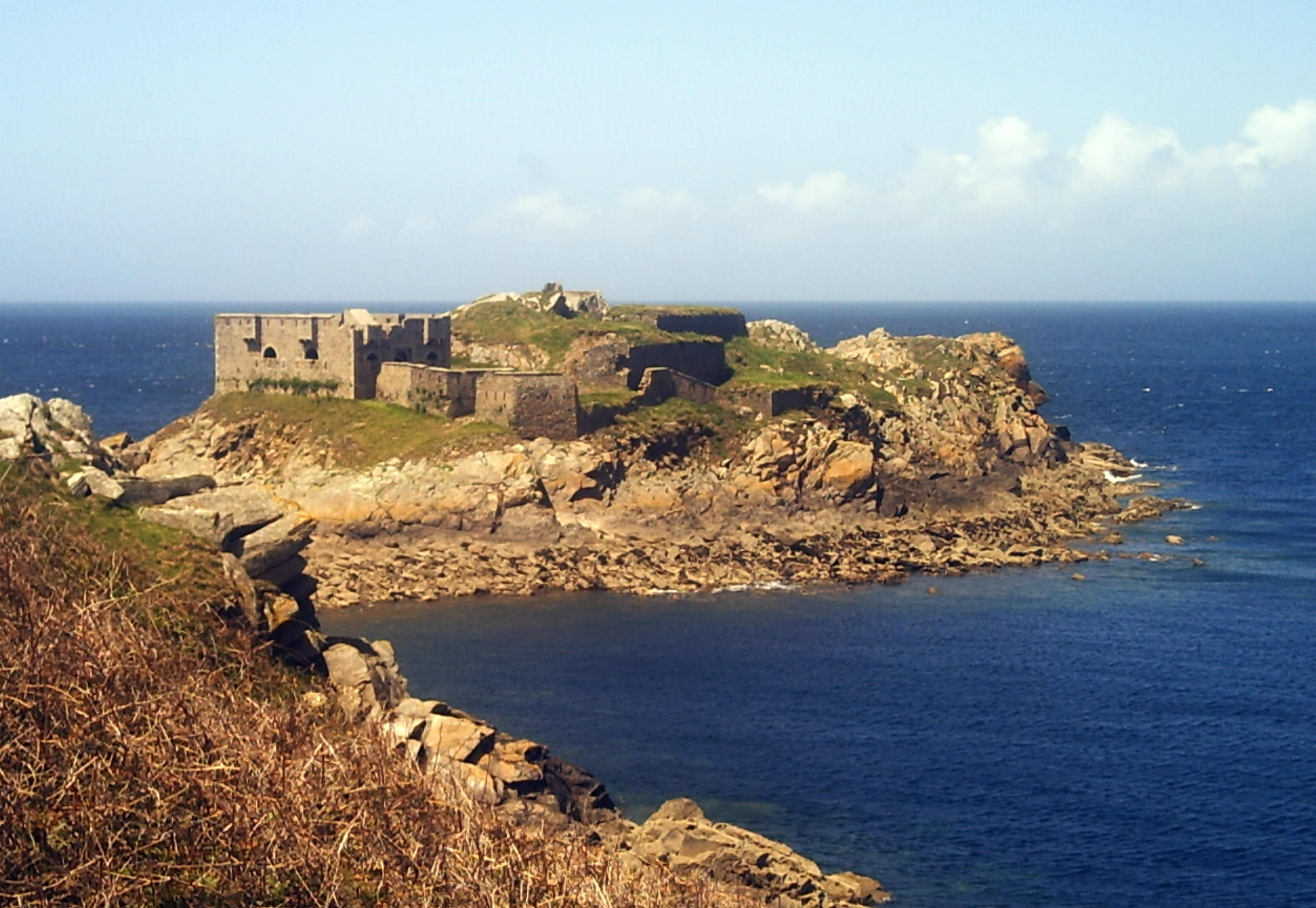
Вид із півночі
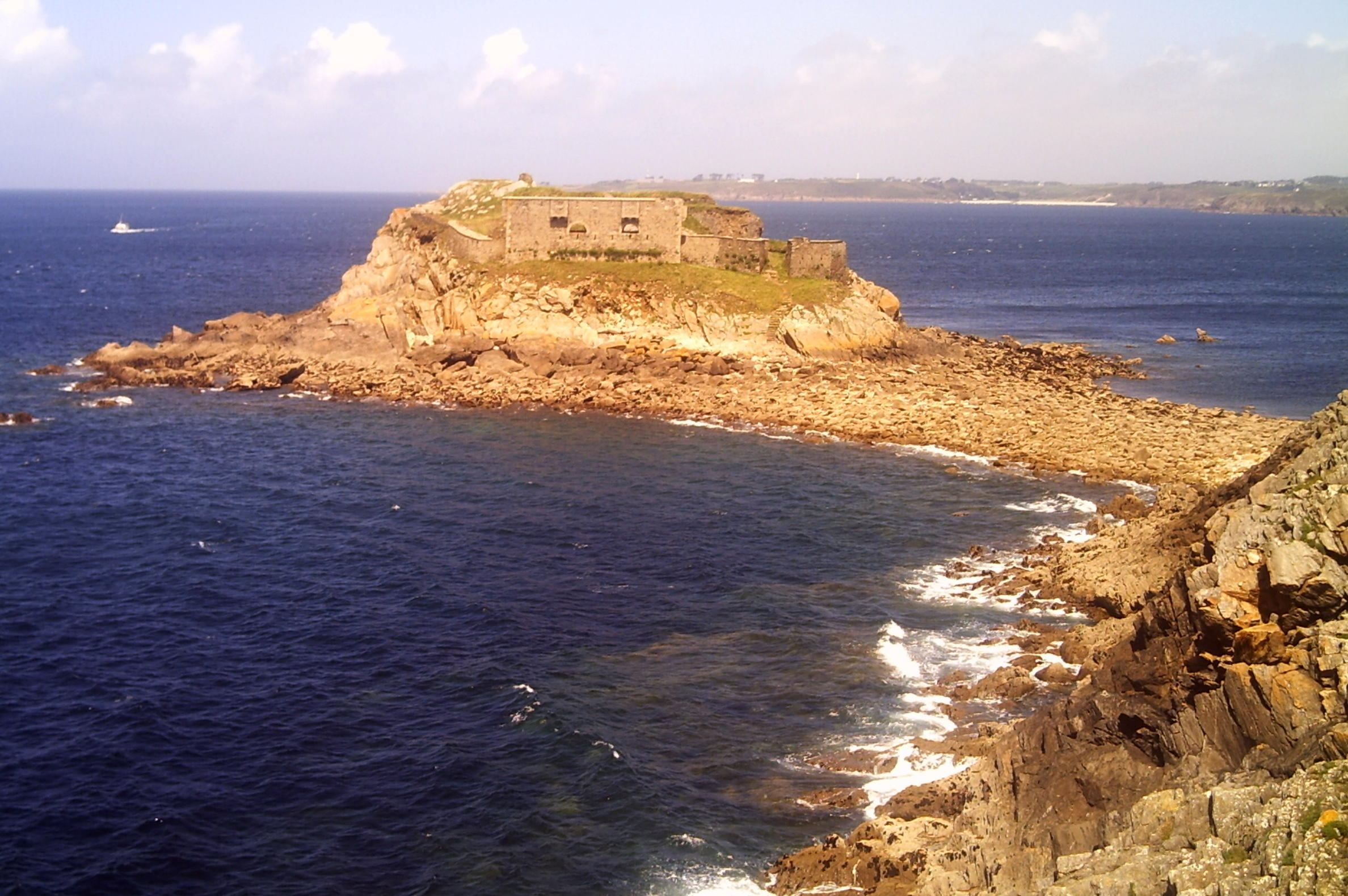
Вид із заходу
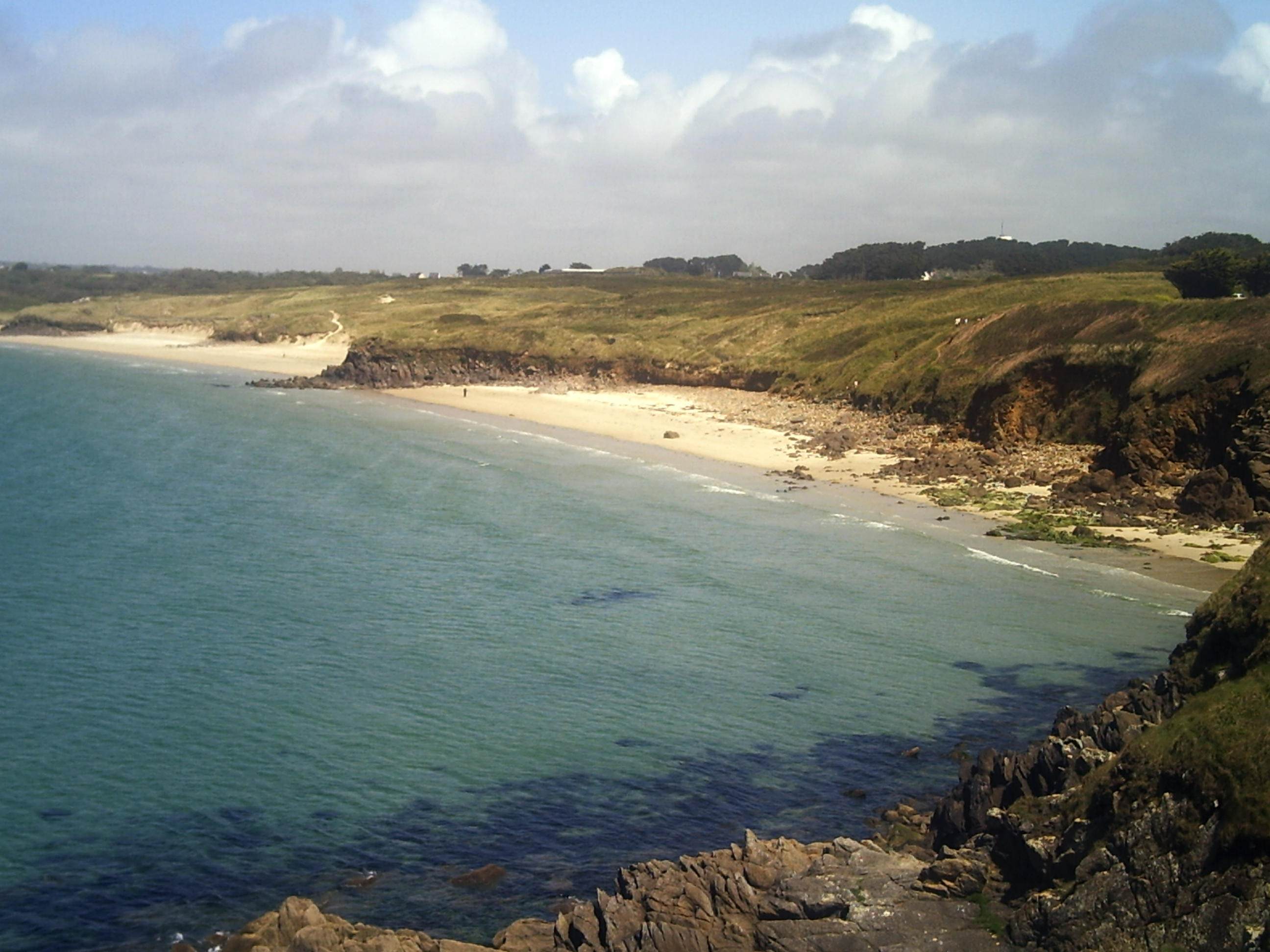
Пляж Блан-Саблон, вид із півострова Керморван